# Henri de La Trémoille, duc de Thouars

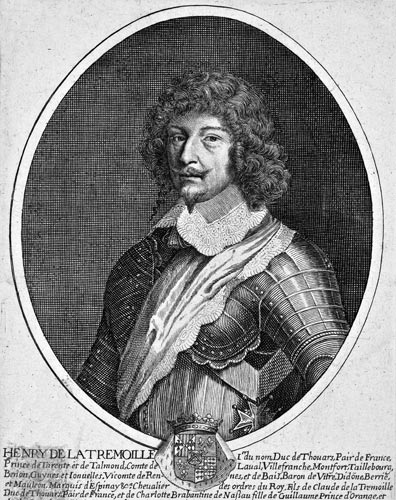
Henri de La Trémoille, duc de Thouars

Wappen Henris de La Trémoille

Henri de La Trémoille (* 22. Dezember 1598 in Thouars; † 21. Januar 1674 ebenda) war ein Angehöriger des Hauses La Trémoille, Herzog von Thouars und La Trémouille, Fürst von Talmont und Tarent, Graf von Laval, Guînes, Jonvelles, Taillebourg und Benon.

## Leben
Henri war ein Sohn des Herzogs von Thouars, Claude de La Trémoille. Er folgte diesem als dritter Herzog von Thouars 1604 unter Vormundschaft seiner Mutter Charlotte Brabantina von Oranien-Nassau. Ein Jahr später fielen ihm die weitläufigen Besitzungen aus dem Erbe der Grafen von Laval in der Bretagne und Mayenne zu, die seine Mutter dem Haus in einem längeren Erbschaftsstreit sichern konnte.
Henris Vater war zum Protestantismus übergetreten, doch Henri konvertierte 1628 wieder zum Katholizismus, was zum Bruch mit seiner Mutter führte. Er gründete in Thouars 1632 ein Ursulinen- und 1652 ein Klarissenkloster, versuchte aber weder seine Frau zur Konversion zu bewegen, die zeitlebens auch Hugenottin blieb, noch den Protestantismus im Herzogtum zu verbieten.
Henri diente in der französischen Armee als Maître-de-camp-général der leichten Kavallerie, wurde in Italien am Knie verwundet und wendete sich anschließend der Politik zu. Im Westfälischen Frieden 1648 war ihm, als Erbe des Königs Friedrich von Neapel, der nominelle Titel eines Königs von Neapel zugebilligt worden.
Infolge einer schweren Gichtkrankheit überließ Henri das Herzogtum bereits 1668 seinem ältesten Sohn.

## Nachkommen
Der Herzog heiratete am 19. März 1619 in Sedan seine Cousine Marie de la Tour d’Auvergne (1600–1665), Tochter des Herzogs Henri de La Tour d’Auvergne, duc de Bouillon und der Elisabeth von Oranien-Nassau, mit der er folgende Kinder hatte:
- Henri Charles (1620–1672), ⚭ 1648 Landgräfin Emilie/Amalie von Hessen-Kassel (1626–1693)
- Louis Maurice (1624–1681), Graf von Laval, Abt von Charroux und Talmont
- Elisabeth (1628–1640)
- Marie Charlotte (* 1632; † 24. August 1682), ⚭ 1662 Herzog Bernhard von Sachsen-Jena (1638–1678)
- Armand Charles (1635–1643), Graf von Taillebourg